# Thagria eminentia
Thagria eminentia är en insektsart som beskrevs av Nielson 1977. Thagria eminentia ingår i släktet Thagria och familjen dvärgstritar. Inga underarter finns listade i Catalogue of Life.